# 孫武 (民國)
孫武（1879年11月8日—1939年11月10日），原名葆仁，字尧卿（又作揺清），号夢飛，湖北省武昌府夏口厅（治今武漢市漢口:2935）柏泉乡（今東西湖區柏泉街道）人。近代民主革命家:2935。共進会领导人之一。

## 生平

### 清末的活動
孫武自幼喜好武術。1897年（光緒二十三年），入張之洞創設的湖北武備学堂。後来吴禄贞等学友赴日本留学，孫武的母亲则将其留下，不让其赴日本。湖北武備学堂毕业:2935。毕业后历任湖南新军教练官、岳州威武营管带等职。
1900年（光緒二十六年）參加唐才常的自立軍:2935，任岳州司令。自立軍起义失敗，孫武逃往广州。1903年，孫武秘密回到家乡为母亲奔丧。1904年，在武昌加入科学補習所，謀響應華興會长沙起义，事泄:2935，于1904年9月流亡日本。結果孫武再度兴起留学的念头，入成城学校学习。1905年（明治三十八年）11月2日，日本文部省发出《清国留学生取締規則》，孫武归国。
归国後，孫武到東三省同吴禄贞从事革命活動，在东三省进行偵察，并同馬賊进行交涉。他还加入武昌日知会，帮刘静庵办江汉公学。1908年夏，再赴日本，入大森军事讲习所，研究野外战术及新式炸弹。1908年8月，孫武、焦達峰、張伯祥等在東京，參加組織共進会:2935，孫武推為軍務部長。不久，被推为湖北主盟。1908年，孫武回到湖北省，继续暗中从事革命活动。1909年（宣統元年）在武漢建立湖北共進會:2935。孫武将会党编为五镇，赴梧州参加起义。起义失敗，孙武逃往香港。随后经馮自由介绍，次年在香港加入中国同盟会:2935。

### 武昌起義及其後

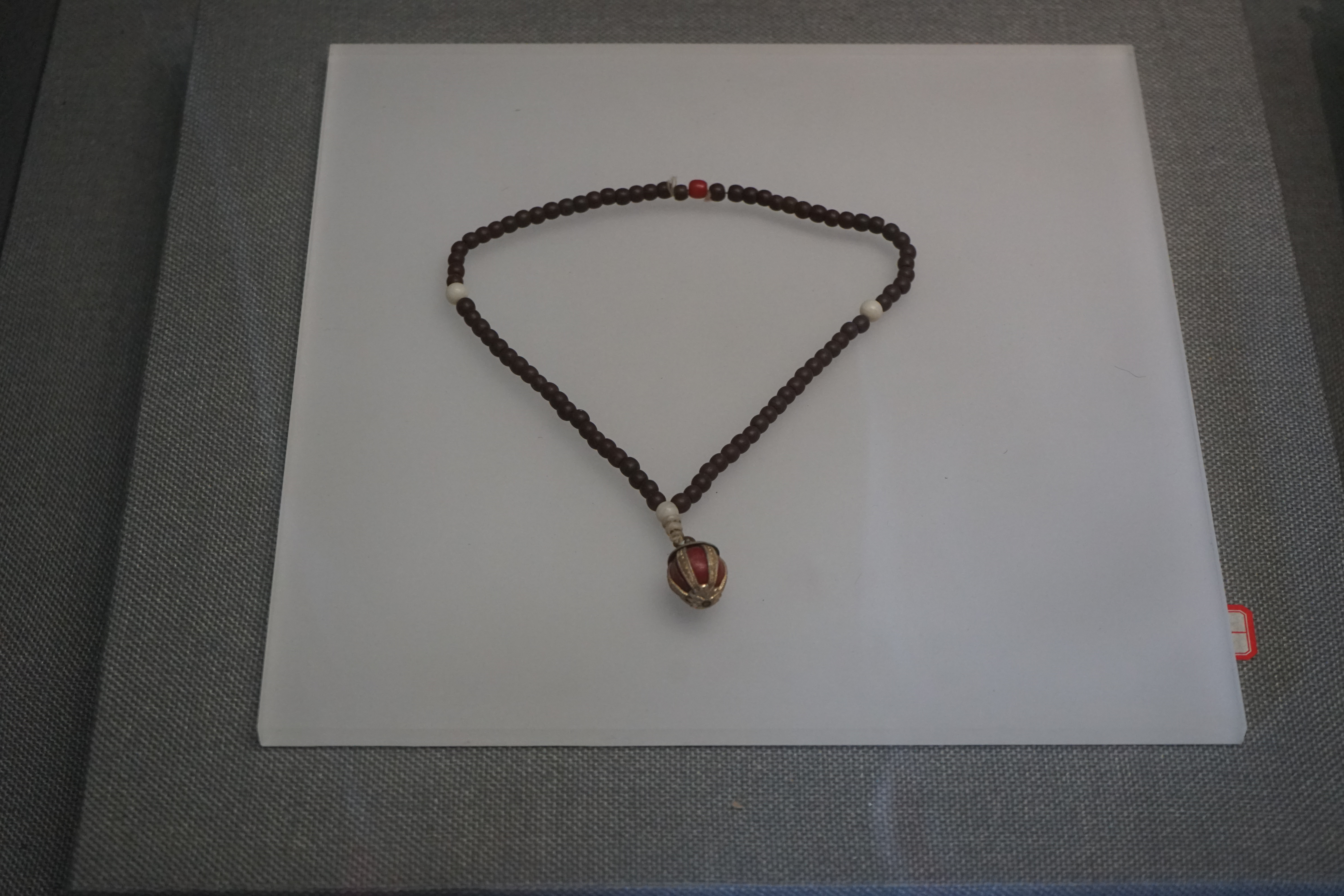
孙武用过的佛珠

1910年6月，孙武自广东归鄂。1911年4月由谭人凤出资，孙武让邓玉麟出面在武昌黄土坡开办同兴酒楼作为联络点。1911年9月，共进会與文学社聯合，準備起義，孙武被舉为参谋长:2935，推為主席。孫武、居正等革命党人决定10月举行起义。但在起义前的10月9日，孫武在汉口俄租界寶善里试制炸弹，不慎爆炸，孫武负重傷。由此起义计划泄露，清政府镇压革命派。10月10日清晨，清兵將革命份子彭楚藩、劉復基、楊宏勝三人斬首，受到追缉的革命派发动武昌起義。此时，孫武在革命同志及日本医生的帮助下藏匿，起义时傷未愈，故未参加起义。10月15日，黎元洪任都督的湖北軍政府成立，孫武任軍務部部長:2935。
1912年（民国元年）元旦，南京的中華民国臨時政府成立。1912年1月組織「民社」，擁護黎元洪:2935。2月，武汉革命党人发动“倒孙”运动。有文章称1912年初，孙武听闻孙发绪讲述孙文如何吹牛，南京政府如何卖国后，孙武表示“南京政府如此败坏，我宁可承认袁世凯，不承认南京”。旋又贊成袁世凱稱帝:2935。但根据孙武后人孙吉森所言，这种说法“很无稽”，孙吉森的说法是：“你看，1912年4月1日，孙中山辞去临时大总统一职后，4月9日去慰问武汉首义的同志。接连四天，都是孙武亲自陪同。”又其家人回忆，孙武曾经告诉家人：“我对南京政府有意见，不代表我对孙文有意见”。。袁世凯任大总统后，孫武任总统府高等顾问。1913年8月，孫武任進步党（黎元洪任理事長）的理事。1914年10月20日，获授将军府義威将軍。1915年12月，被任命为參政院參政。
1916年6月，袁世凯病逝，黎元洪任大总統。後曾任漢口地畝清查督辦、湖北地畝清查督辦等職:2935。1922年，被萧耀南任命为汉口地亩清查督办。1925年，依靠吴佩孚，出任湖北官矿督办。1926年夏，孙武出任湖北地亩清查督办。孙武曾变卖地产支持國民黨北伐。但國民黨抵达武汉后，卻撤销了湖北地亩清查督办公署，孙武失去职位。晚年寄寓北京（1928年更名北平）上海間:2935。
1939年（民国二十八年）11月10日，孫武在北平拈花寺病逝，享年61虚岁（60周岁）。